# ريبيكا كوكس جاكسون
ريبيكا كوكس جاكسون (بالإنجليزية: Rebecca Cox Jackson)‏ هي كاتِبة أمريكية، ولدت في 15 فبراير 1795، وتوفيت في 1871.